# Albert Kalthoff
Albert Kalthoff (né le 5 mars 1850 à Barmen, mort le 11 mai 1906 à Brême) est un théologien réformateur allemand et un philosophe ; il fut un des cofondateurs et le premier président de l'Union moniste allemande (de).

## Biographie
Albert Kalthoff est le fils d’un maitre teinturier, Peter Ludwig Kalthoff, et de son épouse Wilhelmine Kalthoff, née Wechselberg ; il fut élevé dans une famille piétiste et conservatrice. 
À partir de 1869 il étudia la théologie à Berlin. En même temps il était diacre à l'église Saint-Georges de Berlin-Mitte (de) et s'occupait du culte des enfants et de l'assistance aux indigents. Pendant la Guerre franco-allemande de 1870, il fut aumônier militaire. En 1874 il passa à l’université de Halle sa thèse de doctorat dont le sujet était Les fondements métaphysiques de la morale, où il s’attachait particulièrement à Schleiermacher. Il se maria avec la femme-peintre Anna Franz (1853-1878) et fut nommé prédicateur auxiliaire à l’église Saint-Marc de Berlin. Le 24 janvier 1875 il fut ordonné dans cette église. À la suite de heurts avec la direction de l’Église d'État protestante des anciennes provinces de Prusse et avec le président du consistoire Immanuel Hegel provoqués par sa critique de l'orthodoxie piétiste, il fut muté en 1875 à Nickern près de Züllichau. Là il fit la connaissance d'Eugenie Schulz (1855-1884) qui fut sa deuxième femme, et qu’il épousa en 1878. Après de nouveaux différends avec le Conseil supérieur de l'Église d'État, il fut suspendu le 9 mai 1878.
Suspendu, il s’installa à Steglitz comme journaliste indépendant et conférencier pour le Protestantischer Reformverein (Association réformée protestante). En 1881 il fut candidat malheureux en Rhénanie pour le Parti progressiste allemand, libéral de gauche. En 1884 il fut choisi comme pasteur d'une communauté réformée à Rheinfelden près de Bâle.
En 1888 il reçut un appel comme second prédicateur pour la communauté de l'église Saint-Martin de Brême (de) et, en 1894, il fut promu premier prédicateur. Pour un temps il dirigea aussi le Geistliches Ministerium (de) à Brême. En 1889 il épousa en troisièmes noces Emma Linne (1864-1908). En 1891 il fonda l’Association Lessing pour l’éducation des travailleurs allemands (Arbeiterbildungsverein Lessing) et ses relations avec le député au parlement de Brême Friedrich Ebert lui permirent des contacts fructueux avec le Parti social-démocrate d'Allemagne. En janvier 1903, il fonda le groupe local pour Brême de la Deutsche Friedensgesellschaft (Société pacifiste allemande) et en devint le président. En 1904 il invita la première prédicatrice méthodiste des États-Unis, la féministe Anna Howard Shaw, à venir prêcher à l’église Saint-Martini.
En 1906 sept pasteurs de Brême entamèrent contre lui une procédure de « destitution pour athéisme ». Il prit la présidence de l'Union moniste allemande (de) la même année, mais cette même année également il mourut.

## Travail et reconnaissance
Le travail de Kalthoff est un essai d’unifier le discours théologique, l'existence religieuse et la responsabilité sociale, dans lequel il s'est efforcé de lier théorie et pratique. Il était un représentant du radicalisme brêmois, oscillant entre théologie libérale et théologie positive. Il s’est d’abord montré proche de la philosophie de l'histoire de Karl Marx et a commencé par nier dans le cadre de la recherche sur la vie de Jésus l'historicité de ce dernier, voyant plutôt dans l’idée de Christ un mouvement social des premières communautés, par la suite sa vision du monde s’est orientée vers la théosophie en montrant de l’enthousiasme pour Friedrich Nietzsche.
En 1950 le Weser-Kurier (de) voyait en Kalthoff un "homme d’une actualité prophétique". L'historien Johannes Abresch l’a caractérisé comme un "Enfant terrible dans la robe pastorale" et les cercles ecclésiastiques l’appelaient le « pasteur-Zarathoustra de Brême ». Aujourd'hui des théologiens de la protestation comme Eugen Drewermann ou Jürgen Kaube font pâle figure à côté de lui.

## Publications
- Die Frage nach der metaphysischen Grundlage der Moral, mit besonderer Beziehung auf Schleiermacher untersucht. (Dissertation), Halle 1874.
- Verteidigungsrede des Pfarrers Dr. K…. wider die Anklage des Königlichen Konsistoriums der Provinz Brandenburg. Schwiebus 1878.
- Das Leben Jesu. Reden gehalten im protestantischen Reform-Verein zu Berlin. Berlin 1880.
- Die neueste Maßregel zur Bekämpfung des Judentums. 1880.
- Das Amt des NT.s. Antrittspredigt. Bremen 1888.
- Charles Kingsley. 1892.
- Schleiermacher Vermächtnis an unsere Zeit. Religiöse Reden. Braunschweig 1896.
- An der Wende des Jahrhunderts Kanzelreden über die sozialen Kämpfe unserer Zeit. Berlin 1898.
- Friedrich Nietzsche und die Kulturprobleme unserer Zeit. Vorträge, Berlin 1900.
- Die Philosophie der Griechen, auf kulturgeschichtlicher Grundlage dargestellt. Berlin 1901.
- Die religiösen Probleme in Goethes Faust. Berlin 1901.
- Das Christus-Problem. Grundlinien zu einer Sozialtheologie. Leipzig 1902.
- D. Thikötter (de) und das Christusproblem. Bremen 1903.
- Religiöse Weltanschauung. Reden. Leipzig 1903.
- Die Entstehung des Christentums. Neue Beiträge zum Christusproblem. Leipzig 1904.
- Was wissen wir von Jesus? Eine Abrechnung mit W. Bousset. Berlin 1904.
- Zarathustra-Predigten. Reden über die sittliche Lebensauffassung Friedrich Nietzsches. Jena 1904, * Die Religion der Modernen, Jena/Leipzig 1905.
- Schule und Kulturstaat. Leipzig 1905.
- Modernes Christentum. Berlin o. J. (1906).

### Ouvrages posthumes
- Das Zeitalter der Reformation. Nachgelassene Predigten. Herausgegeben von F. Steudel, Jena 1907.
- Zukunftsideale. Nachgelassene Predigten. Mit einer Lebensskizze herausgegeben mit biografischer Einleitung von F. Steudel, Jena 1907.
- Vom inneren Leben. Nachgelassene Predigten. Herausgegeben von F. Steudel, Jena 1908.
- Vom häuslichen Leben. Herausgegeben von F. Steudel, Jena 1909.
- Volk und Kunst. Reden und Aufsätze. Herausgegeben vom Bremer Goethebund, Bremen 1910.